# Aglossostola
Aglossostola là một chi bướm đêm thuộc họ Erebidae.